# Мюллер, Михаэль (политик)
Михаэль Мю́ллер (нем. Michael Müller; род. 9 декабря 1964 год, Западный Берлин) — немецкий политик, член СДПГ, правящий бургомистр Берлина с 11 декабря 2014 года по 21 декабря 2021 года.

## Биография
Михаэль Мюллер родился в округе Темпельхоф, получил среднее образование в 1982 году. В 1983—1986 годах получил профессиональное торговое образование. До 2011 года работал печатником на семейном предприятии отца Юргена Мюллера в Ной-Темпельхофе.
В 1981 году Мюллер вступил в Социал-демократическую партию Германии. В 1989—1996 годах являлся депутатом окружного собрания Темпельхофа, возглавлял фракцию. В 2000—2004 годах Мюллер занимал должность председателя районного отделения СДПГ по округу Темпельхоф-Шёнеберг. С 1996 года Михаэль Мюллер избирался в Палату депутатов Берлина, а с июня 2001 по ноябрь 2011 года являлся председателем фракции СДПГ в этом органе. 1 декабря 2011 года вошёл в состав правительства Клауса Воверайта. 11 декабря 2014 года сменил на должности бургомистра Берлина досрочно сложившего свои полномочия Клауса Воверайта, незадолго до этого вновь возглавив депутатскую фракцию СДПГ в Палате депутатов. Под его предводительством СДПГ победила на выборах в берлинский ландтаг в 2016 году.
В сентябре 2021 был избран депутатом бундестага от берлинского избирательного округа, вошёл в состав парламентского комитета по иностранным делам.
Женат, имеет двух взрослых детей.